# Verhandlungen der Versammlungen deutscher Philologen und Schulmänner

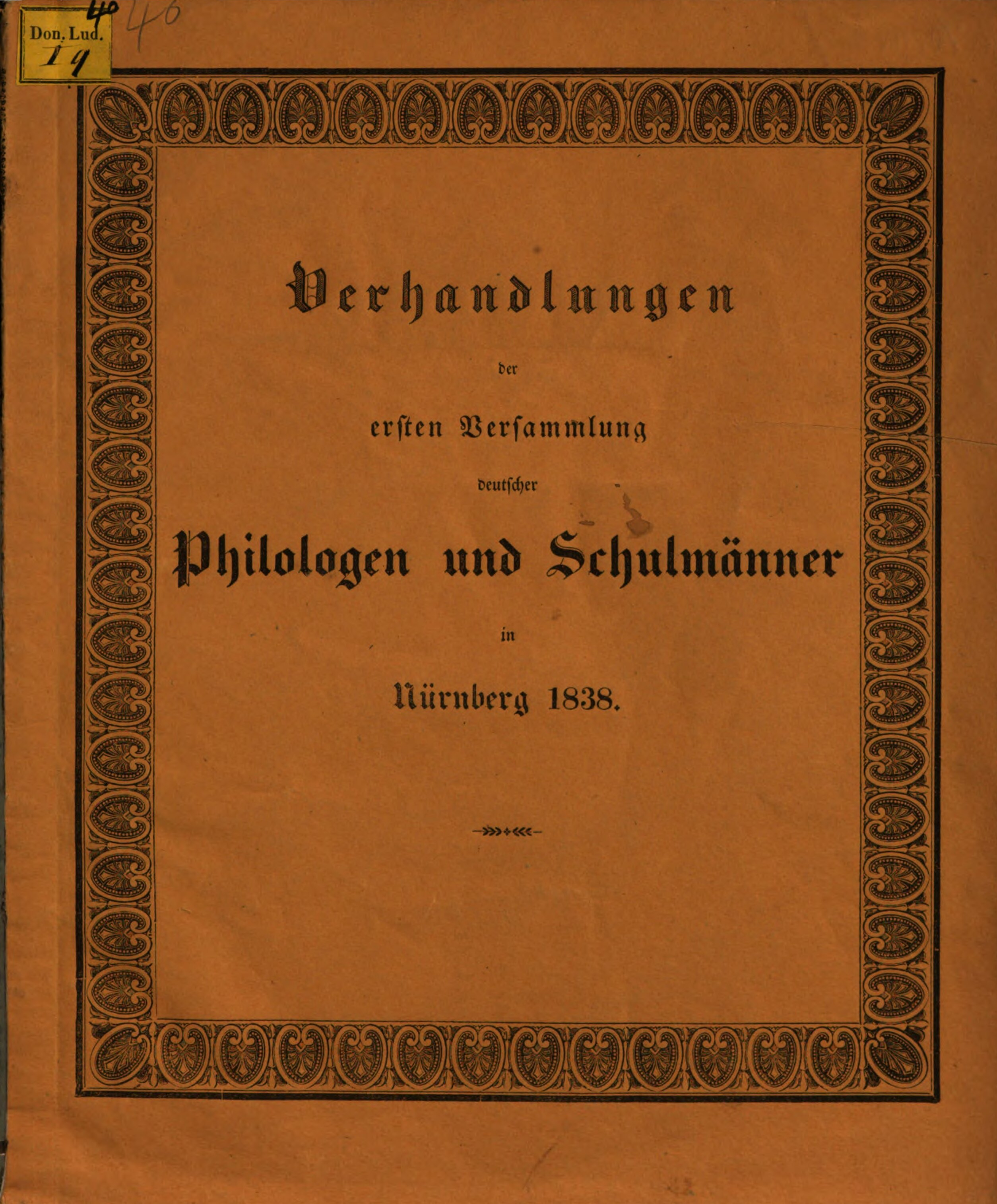
Titelblatt der Erstausgabe von 1838 mit klassizistischem Schmuckelemente-Band;
Verlag Riegel & Mießner, Nürnberg

Die Verhandlungen der Versammlungen deutscher Philologen und Schulmänner waren die Tagungsbände der im 19. und frühen 20. Jahrhundert unregelmäßig abgehaltenen Philologenversammlungen. Mit der Redaktion der nachträglich erstellten und im Verlag von Riegel und Mießner erschienenen Erstausgabe unter dem Titel Verhandlungen der ersten Versammlung deutscher Philologen und Schulmänner 1838 in Nürnberg wurde der Gymnasialprofessor Carl Friedrich Nägelsbach beauftragt. Das Fachblatt fungierte zugleich als Zeitschrift und Mitteilungsblatt der Versammlung deutscher Philologen und Schulmänner beziehungsweise von 1847 bis 1860 der Versammlung Deutscher Philologen, Schulmänner und Orientalisten oder dem Verein Deutscher Philologen und Schulmänner.
Die anfangs bei wechselnden Verlagen erschienen Verhandlungen wurden seit der 20. Ausgabe 1861 bis zur letzten, 57. Ausgabe im Jahr 1929 von B. G. Teubner in Leipzig verlegt. Die redaktionelle Verantwortung lag bei den jeweiligen Vorsitzenden der Versammlung, die die Aufgabe in der Regel an einen Redakteur übertrugen.